# 達氏南鰍
達氏南鰍（學名：Schistura dayi）為輻鰭魚綱鯉形目條鰍科南鰍屬的其中一種。分布於亞洲印度恰蒂斯加爾邦、賈坎德邦、中央邦和奧里薩邦及孟加拉淡水流域，體長可達7.4公分，棲息在水淺又湍急、礫石底質河川底層水域，生活習性不明。

## 扩展阅读
維基物種上的相關：達氏南鰍